# Новоіковське
Новоі́ковське (рос. Новоиковское) — село у складі Каргапольського району Курганської області, Росія. Входить до складу Чашинської сільської ради.
Населення — 234 особи (2010, 257 у 2002).
Національний склад населення станом на 2002 рік: росіяни — 96 %.